# ديمة قندلفت
ديمة قندلفت (3 يناير 1979 -) هي ممثلة سورية، كما أن لها تجارب عدة في مجال الغناء.

## حياتها
تخرجت من كلية الاقتصاد من جامعة دمشق، بدأت حياتها الفنية كمغنية في «فرقة جوقة الفرح» ثم انتقلت إلى «فرقة قوس قزح» ظهر أول عمل لها مع بشار زرقان بإحدى قصائد الأديب محمود درويش انضمت بعدها ل «فرقة سفر» قام التلفزيون السوري بعرض بعض أغاني الفرقة، قررت دخول مجال التمثيل والتحقت في «المعهد العالي للفنون المسرحية» وكان أول عمل تمثيلي لها في عمل مسرحي بعنوان «أغنية القمر» توالت أعمالها وقدمت العديد من البطولات في التلفزيون والمسرح.

## حياتها الخاصة
متزوجة من وزير الاقتصاد السوري السابق همام الجزائري منذ عام 2015.

## أعمالها

### في السينما
- (2005) علاقات عامة
- (2005) باب الحديد (فيلم)
- (2009) الأمانة بدور "ماجدة"
- (2011) العاشق
- (2011) مريم
- (2015) الأم

### في البرامج
- (2012) نورت "ضيفة"
- (2013) نورت مع أروى "ضيفة"
- (2014) شكلك مش غريب "مشتركة"
- (2014) مشبه عليك "ضيفة"
- (2021) إنت مين شخصية الطاووس
- (2022) راحت علينا "ضيفة"

### في التلفزيون
- 2001: أبيض أبيض
- 2003: أنا وعمتي أمينة بدور "سماح"
- 2003: عرسان آخر زمان
- 2003: الداية بدور "كاترين"
- 2003: قانون ولكن
- 2004: حكاية خريف بدور "هيام"
- 2004: مرزوق على جميع الجبهات بدور "اروي"
- 2004: هومي هون بدور "مايا"
- 2005: ملوك الطوائف بدور "ماريه"
- 2005: أشواك ناعمة بدور "مرح"
- 2005: عصي الدمع بدور "هاديا"
- 2005: فسحة سماوية
- 2006: ندى الايام بدور "علياء"
- 2006: أهل الغرام بدور "عدة شخصيات"
- 2006: سقف العالم بدور "فيبكة"
- 2006:  وشاء الهوى بدور "ليلى"
- 2006: غزلان في غابة الذئاب بدور "سلوى"
- 2006: باب الحارة 1 بدور "خيرية"
- 2007: باب الحارة 2 بدور "خيرية"

2008 باب الحاره جزء ثالث بدور خيريه
- 2007: الليلة الثانية بعد الألف بدور "زمرد"
- 2007: الاجتياح بدور "يائيل"
- 2007: جرن الشاويش بدور "سامية"
- 2007: سيرة الحب بدور "عدة شخصيات"
- 2008: وجه العدالة بدور "ضيفة شرف"
- 2008: رياح الخماسين بدور "سوزان"
- 2008: جمال الروح بدور "دلال"
- 2008: أهل الغرام 2 بدور "عدة شخصيات"
- 2008: بقعة ضوء 6 بدور "عدة شخصيات"
- 2009: حياة أخرى بدور "مريم"
- 2009: قاع المدينة بدور "رولا"
- 2009: سحابة صيف بدور "شهد"
- 2009: إذاعة فيتامين بدور "بديعة"
- 2009: صراع المال بدور "نينار"
- 2010: هي دنيتنا بدور "ضيفة شرف"
- 2010: أبو خليل القباني بدور "نور الصباح"
- 2010: الصندوق الأسود بدور "روعة"
- 2010: ما ملكت أيمانكم بدور "عليا"
- 2010: الزلزال بدور "سهير"
- 2011: بقعة ضوء 8 بدور "عدة شخصيات"
- 2011: صبايا 3 بدور "هنادي"
- 2011: تعب المشوار بدور "ميسون"
- 2012: ولادة من الخاصرة 2: ساعات الجمر بدور "سناء"
- 2012: بقعة ضوء 9 بدور "عدة شخصيات"
- 2012: أرواح عارية بدور "عبير"
- 2012: ما بتخلص حكايتنا بدور "عدة شخصيات"
- 2012: بنات العيلة بدور "ريتا"
- 2012: المفتاح بدور "لينا"
- (2012) اشواك ناعمة بدور "مرح"
- 2013: قمر شام بدور "عفاف"
- 2013: حدث في دمشق بدور "ربيعة"
- 2013: صرخة روح بدور "لاما"
- 2013: في قلب اللهب
- 2013: حدث في دمشق (يا مال الشام)
- 2013: الانفجار بدور"سعاد"
- 2014: طوق البنات بدور "كاميليا"
- 2014: بقعة ضوء 10 بدور "عدة شخصيات"
- 2014: 24 قيراط بدور "نجوى العساف
- 2015: طوق البنات 2 بدور "كاميليا"
- 2015: دنيا 2 بدور "واحة"
- 2015: شهر زمان بدور "جوري"
- 2015: علاقات خاصة بدور "مايا"
- 2016: أيام لا تنسى بدور "دينا"
- 2016: أحمر بدور "رشا"
- 2016: بلا غمد بدور "خولة زوجة سعيد"
- 2017: شبابيك "عدة شخصيات"
- 2017: بقعة ضوء 13 "عدة شخصيات"
- 2017: قناديل العشاق بدور "سلمى خانوم"
- 2017: فوضى
- 2017: جنان نسوان بدور "ليلى"
- 2018: فوضى بدور "وصال"
- 2018: المهلب بن أبي صفرة بدور "رباب"
- 2018: دوات الشك بدور "مي"
- 2019: ناس من ورق
- 2019: بقعة ضوء 14
- 2019: ممالك النار بدور “ مريم”
- 2019: ورد أسود بدور "صوفي"
- 2020: الهيبة الرد بدور "رانيا"
- 2021: بعد عدة سنوات بدور "الصحفيه رنا"
- 2022 : ستيلتو بدور فلك
- 2023: العربجي شخصية بدور الداية
- 2024: العربجي 2 بدور "بدور"

## جوائز
- لبنان 2021 - جائزة أفضل ممثلة من مهرجان «الموريكس دور» عن دورها في مسلسل الهيبة الرد[3]

## روابط خارجية
- ديمة قندلفت على موقع قاعدة بيانات الأفلام العربية